# Lateracanthus curtus
Lateracanthus curtus – gatunek widłonoga z rodziny Chondracanthidae. Nazwa naukowa tego gatunku skorupiaków została opublikowana w 1993 roku przez kanadyjskiego parazytologa polskiego pochodzenia Zbigniewa Kabatę.